# 拼圖 (畢業歌專輯)
《拼圖》為擎天娛樂第2張《高中原創畢業歌合輯》，收錄4張CD共48首歌曲，其中包括同名主打歌《拼圖》。該專輯於2013年8月20日發布。
入選的46間學校，聯合創作發表了「2013全國高中生大合唱《拼圖》」。

## 參與高中及收錄曲目
1. 道明中學—《因為有你》
2. 員林高中—《深刻》
3. 新竹高中—《迎風》
4. 彰化高中—《最珍貴的是》
5. 辭修高中—《如果再見》
6. 中港高中—《初衷》
7. 台中一中—《紀念》
8. 家齊女中—《第一站》
9. 文山高中—《南方》
10. 嘉義高中—《旭曲》
11. 屏東女中—《關於》
12. 嘉義女中—《綻放光芒》
13. 台中女中—《初口》
14. 台中市立大里高中—《追築》
15. 明道中學—《飛翔》
16. 衛道高中—《那片天空》
17. 中山女高—《不只是年輕》
18. 台中二中—《Dear Memory》
19. 東山高中—《不會太遠》
20. 新港藝術高中—《一千個日子》
21. 高師大附中—《相約》
22. 南強工商—《一路上有你》
23. 萬芳高中—《逆風》
24. 花蓮高中—《紅色的白燈塔》
25. 高雄中學—《青春的樂章》
26. 金門高中—《諾》
27. 成功高中—《啟航》
28. 前鎮高中—《Don’t Say Goodbye》
29. 蘭陽女中—《詩雨》
30. 北一女中—《明天的笑容》
31. 南湖高中—《Believe in hope》
32. 竹東高中—《蝶蝶頌》
33. 台南一中—《走過》
34. 景美女中—《鮮黃的思念》
35. 和平高中—《離鴿》
36. 新北市新莊高中—《還記得》
37. 興國高中—《酒釀青春》
38. 後壁高中—《翻飛》
39. 嘉義高商—《防腐劑》
40. 新豐高中—《逆風飛翔》
41. 磐石高中—《開啟.未來》
42. 新光高中—《不曾遺忘的夢想》
43. 麗山高中—《日記的最終回》
44. 左營高中—《幸福不離》
45. 埔里高工—《回憶錄》
46. 康寧護專—《溫暖的擁抱》